# Грицаївка (Полтавський район)
Грицаї́вка — село в Україні, у Кобеляцькій міській громаді Полтавського району Полтавської області. Населення становить 134 осіб.

## Історія
12 червня 2020 року, відповідно до розпорядження Кабінету Міністрів України № 721-р «Про визначення адміністративних центрів та затвердження територій територіальних громад Полтавської області», село увійшло до складу Кобеляцької міської громади.
19 липня 2020 року, в результаті адміністративно - територіальної реформи та ліквідації Кобеляцького району, село увійшло до складу новоутвореного Полтавського району Полтавської області.

## Населення

### Мова
Розподіл населення за рідною мовою за даними :
| Мова       | Кількість | Відсоток |
| ---------- | --------- | -------- |
| українська | 128       | 95.52%   |
| румунська  | 5         | 3.73%    |
| російська  | 1         | 0.75%    |
| Усього     | 134       | 100%     |

## Географія
Село Грицаївка знаходиться в урочищі Глинщина, яке є сильно заболоченлю місцевістю з дуже зарослими озерами. На відстані 2,5 км розташоване село Красне. Поруч проходить автомобільна дорога Н31.

## Економіка
- Молочно-товарна ферма.

## Пам'ятки
- Неподалік від села розташований Глинський заказник.